# Ruisseau du Cazeret
Le ruisseau du Cazeret est une rivière du sud de la France qui coule dans les départements de l'Ariège et de la Haute-Garonne. C'est un affluent de l'Hers-Vif, donc un sous-affluent de la Garonne par l'Ariège.

## Géographie
De 10,1 km de longueur, le ruisseau du Cazeret prend sa source dans le Ariège commune de Montaut et se jette dans l'Hers-Vif sur la commune de Calmont en Haute-Garonne, non sans avoir au préalable alimenté le réseau aquatique du domaine des oiseaux situé au nord-ouest de Mazères.

## Départements et communes traversés
- Ariège : Montaut, Mazères
- Haute-Garonne : Calmont.

## Principal affluent
- Ruisseau du Tor : 9 km